# 武藏野美術大學
武藏野美術大學（日語：武蔵野美術大学），是一所位在東京都小平市的私立大學。1962年創校，簡稱武藏美。

## 沿革
- 1929年：帝國美術學校在東京都武藏野市吉祥寺創立[1]
- 1935年：發生同盟休校事件、從帝國美術學校分出多摩帝國美術學校（多摩美術大學前身）
- 1948年：改稱武藏野美術學校
- 1957年：武藏野美術短期大學設置
- 1962年：學校法人武藏野美術大學設立
- 1973年：大學院造形研究科（碩士課程）開設
- 1999年：短期大學部募集停止。造形學部開設藝術文化學科、デザイン情報學科
- 2001年：作為TAC（多摩アカデミックコンソーシアム）成員、與多摩地區4大學（國立音樂大學、國際基督教大學、東京經濟大學、津田塾大學）實施學分互換制度。與早稻田大學締結學分互換制度
- 2004年：大學院（博士後期課程）開設

## 著名校友
- 傅抱石：中國畫家、美術史論家
- 林之助：臺灣畫家，專長於膠彩畫
- 伊藤計劃：日本科幻作家
- 中川雅也：日本作家、插畫家、音樂家、攝影家及唱片騎師
- 賴傳鑑：臺灣畫家
- 洪瑞麟：臺灣畫家
- 林柏壽：臺灣企業家
- 今敏：日本動畫導演、動畫師、編劇和漫畫家
- 石田徹也：日本畫家
- 宮崎敬介：日本版畫家
- 島田莊司：日本推理小說家
- 橋本奈奈未：日本少女偶像團體乃木坂46的前成員
- 草野正宗：日本音樂家，樂團SPITZ的主唱兼吉他手
- 蒲添生：臺灣雕塑家
- 森本千繪：日本設計師、廣告藝術總監
- 小林深雪：日本小說家、漫畫原作者[2]
- 佐藤詩織：日本少女偶像團體櫸坂46的前成員[3]
- 奧山清行：日本工業設計師

## 關連項目
- 多摩地區大學協定

## 外部連結
- 武藏野美術大學 （页面存档备份，存于）（日語）